# Mihajlo Mitić
Mihajlo Mitić (Veliko Gradište, 17 settembre 1990) è un pallavolista serbo, palleggiatore dello Skra Bełchatów.

## Carriera

### Club
La carriera professionistica di Mihajlo Mitić inizia nella stagione 2008-09, quando debutta nella Superliga serba con la maglia della Stella Rossa: resta legato al club di Belgrado per cinque stagioni, vincendo due scudetti, tre edizioni della Coppa di Serbia e due della Supercoppa serba. 
Nel campionato 2013-14 firma per la prima volta all'estero, andando a giocare nella Serie A1 italiana per la Sir Safety Perugia, mentre nel campionato seguente è impegnato nella Ligue A francese col Chaumont. Dopo una esperienza in Libano, dove si aggiudica lo scudetto con lo Zahra, nella stagione 2016-17 fa nuovamente ritorno al club di Perugia, mentre nella stagione seguente si trasferisce nella Superliga russa, al Gazprom-Jugra, terminando tuttavia l'annata coi ciprioti dell'APOEL, in A' katīgoria.
Inizia l'annata 2017-18 al VGSK, nel campionato cadetto serbo, dove resta in attesa dell'inizio della 1st Division, in cui conquista un altro scudetto con lo Speed Ball Chekka. Nell'annata seguente si trasferisce nella Extraliga ceca, vestendo la maglia del neopromosso Frýdek-Místek, mentre nella stagione 2020-21 si accasa nello Skra Bełchatów, impegnato nella Polska Liga Siatkówki.

### Nazionale
Nel 2010 fa il suo debutto nella nazionale serba, vincendo la medaglia di bronzo alla World League, mentre un anno dopo vince la medaglia d'oro al campionato europeo, prima di prendere parte ai Giochi della XXX Olimpiade di Londra.

## Palmarès

### Club
- Campionato serbo: 2

2011-12, 2012-13
- Campionato libanese maschile: 2

2016, 2019
- Coppa di Serbia: 3

2008-09, 2010-11, 2012-13
- Supercoppa serba: 2

2011, 2012

### Premi individuali
- 2014 - Serie A1: Miglior servizio[3]